# 영동 방언
영동 방언(嶺東方言)은 강원특별자치도 영동 지방(강릉시, 동해시, 속초시, 삼척시, 태백시, 고성군, 양양군) 강원도 통천군과 영동 남부 지역이자 지리상의 영서 지방 일부(영월군, 평창군, 정선군), 경상북도 울진군, 함경남도의 금야군 이남 지역에서 사용되는 한국어의 방언(사투리)이다. 강원도는 대관령을 경계로 영서(嶺西)와 영동 지역으로 나뉘는데, 백두대간의 높은 산맥 때문에 두 지역 사이에는 문화적, 언어적 차이가 나타나게 되었다. 다만, 영서 남부의 영월·평창·정선 지역은 지리적으로 경상도와 가깝고 역사·문화적으로 영동 지방과 교류가 활발하여 영동 방언을 쓰게 되었다. 이 세 지역은 과거 명주(오늘날의 강릉시)에 속했기 때문이다.
영동 방언은 말소리의 높이(성조)와 길이(음장)가 모두 뜻을 구별하는 데에 이용되며, 발음할 수 있는 음소의 가짓수도 한국어의 여러 방언들 가운데에 가장 많다. 특히 서울 등 다른 지역의 방언과 달리 'ㅚ'와 'ㅟ'를 단순모음으로 발음한다는 점이 특기할 만하다. 뜻을 구별하는 데에 성조(聲調)를 쓴다는 점 뿐만 아니라 어휘면에 있어서도 동남 방언(경상 방언)과 닮은 특징이 상당수 발견된다. 특이한 점은 종결 어미 또는 권유형 어미인 ~지라우와 ~하라우라는 말이 간혹 쓰이는데, 북한의 함경 방언 영향을 받은 것으로 추정된다. 이들은 서남 방언에서도 사용된다.

## 참고 문헌
- 이익섭(1981) ,《영동 영서의 언어분화》, 서울대학교 출판부.
- 김봉국(2002), “강원도 남부지역 방언의 음운론”, 서울대학교 국어국문학과 박사학위논문.